# 迪布羅瓦 (特盧馬奇市鎮)
48°58′19″N 25°5′46″E / 48.97194°N 25.09611°E
迪布羅瓦（烏克蘭語：Діброва），是烏克蘭的村落，位於該國西部伊萬諾-弗蘭科夫斯克州，由伊万诺-弗兰科夫斯克区特盧馬奇市鎮負責管轄，始建於1780年，面積5.75平方公里，2001年人口171，人口密度每平方公里29.7人。